# Vivre sa vie (film, 1935)
Pour plus de détails, voir Fiche technique et Distribution.
Pour les articles homonymes, voir Vivre sa vie.
Vivre sa vie (I Live My Life) est un film américain réalisé par W. S. Van Dyke, sorti en 1935.

## Synopsis
Kay Bentley (Joan Crawford), une mondaine qui s'ennuie, cherche une vie plus épanouie et part en vacances en Grèce. Pendant ses vacances, Kay tombe amoureuse de Terry O'Neill (Brian Aherne), un archéologue qui défie les croyances de Kay, mais qui tombe aussi assez amoureux d'elle pour la suivre chez elle. Il se sent mal à l'aise dans les cercles sociaux volages de Kay, mais ils se fiancent pour se marier. Alors que Kay et Terry continuent de se quereller à propos de leurs modes de vie différents. Kay et Terry parviennent à un compromis et finissent par se marier.

## Fiche technique
- Titre : Vivre sa vie
- Titre original : I Live My Life
- Réalisation : W. S. Van Dyke, assisté de Joseph Newman (non crédité)
- Scénario : Joseph L. Mankiewicz d'après l'histoire Claustrophobia de A. Carter Goodloe, Gottfried Reinhardt et Ethel B. Borden
- Production : Bernard H. Hyman
- Société de production : MGM
- Photographie : George J. Folsey et William H. Daniels (non crédité)
- Musique : Dimitri Tiomkin et Edward Ward (non crédité)
- Direction artistique : Cedric Gibbons
- Costumes : Adrian
- Montage : Tom Held
- Pays d'origine :  États-Unis
- Format : Noir et blanc - Son : Mono (Western Electric Sound System)
- Genre : Comédie dramatique
- Durée : 97 minutes
- Dates de sortie : 
  - États-Unis : 4 octobre 1935

## Distribution
- Joan Crawford : Kay Bentley/Ann Morrison
- Brian Aherne : Terence 'Terry' O'Neill
- Frank Morgan : G.P. Bentley
- Aline MacMahon : Betty Collins
- Eric Blore : Grove
- Fred Keating : Gene Piper
- Jessie Ralph : Mme O.H.B.
- Arthur Treacher : Gallup
- Frank Conroy : Docteur
- Etienne Girardot : Professeur
- Esther Dale : Brumbaugh
- Hale Hamilton : Oncle Carl
- Hilda Vaughn : Mlle Ann Morrison
- Frank Shields : Secrétaire
- Sterling Holloway : Max
- Vince Barnett : Employé
- Hedda Hopper : la mère d'Alvin
- Lionel Stander : Yaffitz

Acteurs non crédités :
- Granville Bates : le capitaine du yacht
- Charles Bennett : le steward
- Sarah Edwards : Mme le professeur Douglas
- Charles Trowbridge : Pasteur au mariage